# Cylindrocolea novae-caledoniciae
Cylindrocolea novae-caledoniciae là một loài rêu tản trong họ Cephaloziellaceae. Loài này được (Grolle) R.M. Schust. miêu tả khoa học lần đầu tiên năm 1971.